# (73886) 1997 EY5
1997 إي واي 5 (ويعرف أيضًا باسم (73886) 1997 إي واي 5 وفق تسمية الكوكب الصغير) (بالإنجليزية: 1997 EY5)‏ هو كويكب ضمن حزام الكويكبات؛ وترتيبه 73886 من حيث الاكتشاف.
اكتُشف هذا الجُرم الفلكي بواسطة سبيس واتش في 4 مارس 1997.

## وصلات خارجية
- (73886) 1997 EY5 في قاعدة بيانات مختبر الدفع النفاث لأجرام النظام الشمسي الصغيرة

- الاكتشاف · مخطط المدار ·  العناصر المدارية · المعلمات المادية

- (73886) 1997 EY5 على موقع ويكي سكاي: DSS2, SDSS, GALEX, IRAS, Hydrogen α, X-Ray, Astrophoto, Sky Map, Articles and images